# Ruth Harknessová
Ruth Elizabeth Harknessová, nepřechýleně Harkness (21. září 1900, Titusville, Pensylvánie – 20. červenec 1947, Pittsburgh, Pensylvánie) byla americká módní návrhářka, která v roce 1936 odcestovala do Číny a přivezla do Spojených států první živou pandu velkou, nikoli v kleci nebo na vodítku, ale zabalenou v náručí.
Harknessová se narodila v Titusville v Pensylvánii jako dcera Roberta a Mary Ann (roz. Pattersonové) McCombsových. V roce 1934 se její manžel Bill Harkness vydal do Číny hledat pandy, ale počátkem roku 1936 zemřel v Šanghaji na rakovinu hrtanu. Jeho vdova Ruth, která tehdy žila v New Yorku, se rozhodla misi dokončit místo něj.
Odcestovala do Šanghaje a s pomocí čínsko-amerického badatele Quentina Younga a britského přírodovědce Geralda Russella zahájila vlastní výpravu za nalezení pandy. Po průjezdu Čchung-čchingem a Čcheng-tu dorazil tým do horské oblasti, kde 9. listopadu 1936 narazil na devítitýdenní mládě pandy a odchytil je. Pandu pojmenovali Su-Lin podle Youngovy švagrové a na zpáteční cestě do Šanghaje a Spojených států ji krmili kojeneckou výživou z láhve. Su lin znamená slovní spojení „kousek něčeho velmi roztomilého“.
Panda vzbudila velký zájem amerického tisku a nakonec skončila v Brookfieldské zoo v Chicagu.
Harknessová podnikla ještě dvě další výpravy za pandou velkou. V roce 1937 přivezla do Spojených států druhou pandu jménem Mej-Mej. Při třetí a poslední výpravě nebyla úspěšná a s pandou velkou se nevrátila.
O svém pobytu v Číně a dobrodružství se Su-Lin vydala úspěšnou knihu The Baby Giant Panda (Mládě pandy velké). Tato zkušenost ji změnila a po zbytek života bojovala za ochranu pand. Ochráncům přírody trvalo dalších 70 let, než se s její myšlenkou ztotožnili.
Později odcestovala do Peru, kde svá dobrodružství zaznamenala v deníku Pangoan Diary, a do Mexika, kde psala pro časopis Gourmet.
Naposledy bydlela v hotelu Chelsea v New Yorku. Měla problémy s alkoholem. Při svém pobytu v Pittsburghu v Pensylvánii byla nalezena mrtvá v hotelu. Její ostatky byly zpopelněny a popel se vrátil do Titusville, kde byl uložen na hřbitově Union Cemetery vedle její matky.
V roce 2001 o její expedici vznikl film v IMAX: China, The Panda Adventure (Čína, dobrodružství s pandou).